# Vade retro Satana

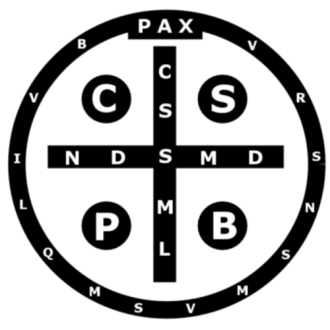
Abreviatura de VADE RETRO SATANA (...V R S...)
no verso de uma Medalha de São Bento

A expressão em latim vade retro Satana (traduzida como "Afasta-te, Satanás" ou "Vai para trás, Satanás"), também registrada como VADE RETRO SATANA, é uma fórmula medieval católica de exorcismo, composta em 1415 e encontrada numa abadia beneditina na Baviera, cuja origem é tradicionalmente associada a São Bento de Núrsia.
Na tradição católica atual, a fórmula (por vezes reduzida a vade retro) é usada para repelir eventuais fatalidades. As iniciais desta fórmula (VRSNSMV SMQLIVB ou VRS:NSMV:SMQL:IVB) têm sido gravadas com freqüência ao redor de crucifixos ou nas medalhas de São Bento.

## Texto

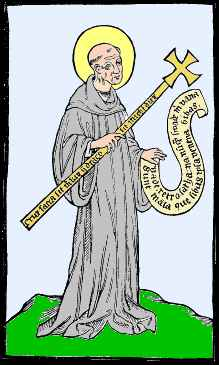
Imagem de São Bento com uma cruz e um pergaminho constando Vade retro satana, estabelecida na última página do livro de 1415 que foi encontrado na biblioteca da Abadia de Metten

Versão original do texto em latim:
Crux sacra sit mihi lux
Non draco sit mihi dux
Vade retro satana
Numquam suade mihi vana
Sunt mala quae libas
Ipse venena bibas
Versão traduzida para a língua portuguesa:
A Cruz Sagrada seja a minha luz
Não seja o dragão o meu guia
Retira-te, satanás
Nunca me aconselhes coisas vãs
É mau o que me ofereces
Bebe tu mesmo o teu veneno

## História
O verso vade retro Satana é similar a uma frase dita por Jesus a São Pedro na Vulgata, em Marcos 8,33: "Vade retro me, Satana" ("Afasta-te de mim, Satanás!").
A origem exata desta passagem não é clara. A expressão se difundiu sobretudo a partir de 1647, quando mulheres que tinham sido acusadas de bruxaria declararam ser incapazes de praticar o mal onde houvesse uma cruz, e a Abadia Beneditina de São Miguel em Metten era particularmente isenta da influência dita maligna. Nos crucifixos pintados nas paredes foram inseridas as iniciais da fórmula. Seu significado permaneceu misterioso por muito tempo, até que os versos foram encontrados em um manuscrito datado de 1415 na biblioteca da abadia, ao lado de uma imagem de São Bento. A mesma fórmula foi posteriormente encontrada em um manuscrito austríaco do século XIV.
Logo após sua redescoberta em 1647, a fórmula foi por um longo período considerada uma superstição, mas logo se popularizou com a cunhagem de medalhas. Em 1742, a fórmula recebeu a aprovação do Papa Bento XIV, tornando-se parte do ritual romano de exorcismo. A popularidade da fórmula cresceu significativamente no século XIX, devido aos esforços de Leo Dupont.
O vade retro Satana permanence atualmente como parte do Rituale Romanum, após sua revisão no século XX e promulgação final em 1999 por meio do documento De exorcismis et supplicationibus quibusdam.

## Cultura moderna
No 14º episódio da 3ª temporada de "Supernatural" ("Long Distance Call"), Dean Winchester menciona um exorcismo medieval que supostamente poderia matar demônios, em vez de apenas bani-los. Quando ele começa a recitar o exorcismo, ele diz "crux sacra sit mihi lux, non draco (...)", o que leva a entender que trata-se da oração de São Bento